# Wilhelm Schultzen
Wilhelm Schultzen (* 1. November 1863 in Goslar; † 18. Januar 1931 in Berlin) war ein deutscher Sanitätsoffizier der Preußischen Armee und der Reichswehr.

## Leben
Schultzen trat in die Preußische Armee und studierte Medizin am Medicinisch-chirurgischen Friedrich-Wilhelm-Institut. 1882 wurde er im Pépinière-Corps Franconia aktiv. Später wurde er Corpsschleifenträger der Saxonia (KWA). 1887 wurde er an der Friedrich-Wilhelms-Universität zum Dr. med. promoviert.
Von 1902 bis 1913 war er Referent im Preußischen Kriegsministerium. Im Ersten Weltkrieg wurde er zum Generalarzt und Generalstabsarzt befördert und zum Direktor des Sanitäts-Departements im  Kriegsministerium ernannt (1918). Seit Gründung des Reichswehrministeriums im Oktober 1919 Heeres-Sanitätsinspekteur, erreichte er 1920 als Generaloberstabsarzt den höchsten Sanitätsdienstgrad. Die Charité ernannte ihn zum  Honorarprofessor. 1927 wurde er als charakterisierter General der Infanterie verabschiedet. Von 1918 bis 1921 gehörte Schultzen dem Kuratorium der Fürst Donnersmarck-Stiftung zu Berlin an.

## Ehrungen
Unvollständige Liste
- Exzellenz (Titel)
- Ehrenmitglied des Corps Franconia Hamburg